# Jazz at the Showboat: Volume 3
| Recensione | Giudizio |
| ---------- | -------- |
| AllMusic   | [ 1 ]    |

Jazz at the Showboat: Volume 3 è un album discografico del Charlie Byrd Trio, pubblicato dall'etichetta discografica Offbeat Records nel luglio del 1960.
Le ristampe successive contengono alcuni errori riguardanti le informazioni sulla produzione dell'album, sulle note di retrocopertina della riedizione dell'album pubblicato nel 1963 dalla Riverside Records (RM-450) il luogo di registrazione è indicato New York al Reeves Sound Studios, mentre il disco fu registrato a Washington come tutti quelli pubblicati dalla Offbeat Records, sul CD pubblicato nel 1998 dalla Riverside Records (OJCCD 998-2) il luogo d'incisione è riportato giustamente Washington ma la data di registrazione è completamente errata (30 novembre 1961). 

## Tracce

### LP
Lato A
1. Blues for Felix – 2:57 (Charlie Byrd)
2. Gypsy in My Soul – 2:54 (Clay Boland)
3. In a Mellow Tone – 3:13 (Duke Ellington)
4. Prelude to a Kiss – 4:43 (Duke Ellington)
5. Travelin' On – 2:34 (Charlie Byrd)
6. Play Fiddle Play – 3:35 (Emery Deutsch, Arthur Altman)

Lato B
1. Funky Flamenco – 2:49 (Charlie Byrd)
2. My One and Only – 2:41 (George Gershwin)
3. Mama I'll Be Home Some Day – 3:11 (Charlie Byrd)
4. How Long Has This Been Going On? – 3:41 (George Gershwin)
5. Who Cares? – 2:12 (George Gershwin)
6. Lay the Lily Low – 5:54 (Charlie Byrd)

## Musicisti
- Charlie Byrd - chitarra
- Keter Betts - contrabbasso
- Bertell Knox - batteria

Note aggiuntive
- Orrin Keepnews - produttore (non accreditato nell'album originale)[3]
- Ivan X. Spear - copertina album originale
- Tom Scanlan - note retrocopertina album originale[4]